# Zuidbroek (Hollande-Méridionale)
Pour les articles homonymes, voir Zuidbroek.
Zuidbroek est un hameau dans la commune néerlandaise de Krimpenerwaard, dans la province de la Hollande-Méridionale.

## Histoire
Zuidbroek a été une commune indépendante jusqu'au 19 août 1857, date de son rattachement à Bergambacht. De 1812 à 1817, Zuidbroek avait été rattaché à Berkenwoude.